# America's Cup 2007
America's Cup 2007 avgjordes utanför Valencia i Spanien. Alinghi vann mot Team New Zealand. Det var andra gången som teamen möttes i America's Cup. Alinghi har vunnit båda gångerna. Tävlingen seglades med IACC-båtarna.
Utmanarna möttes i en tävling som heter Louis Vuitton Cup och vinnaren fick utmana försvarande team om America's Cup i ett matchrace om bäst av 9 seglingar.
Alinghi försvarade pokalen med 5-2 mot Team New Zealand.

## Resultat America's Cup 2007
I resultattabellen nedan markeras laget som kommer in i startzonen från höger på styrbords halsar med .  laget i första racet avgjordes genom slantsingling.  laget alternerades därefter mellan racen.
| Datum        | Team 1                           | Team 2                                  | Vinnare                   | Ställning | Avstånd | Mellantider | Race summering |
| ------------ | -------------------------------- | --------------------------------------- | ------------------------- | --------- | ------- | ----------- | --- |
| 23 juni 2007 | Alinghi SUI-100                  | Emirates Team New Zealand (ETNZ) NZL-92 | Alinghi                   | 1-0       | 0:35    |             | Stabil 12 knops bris. Inga aggressiva manövrar innan start och båda lagen fick en bra start. Alinghi ledde med 0:13 vid första märket och med 0:14 vid sista märket. |
| 24 juni 2007 | Emirates Team New Zealand NZL-92 | Alinghi SUI-100                         | Emirates Team New Zealand | 1-1       | 0:28    |             | 10 knops bris. Efter aggressiva manövrar innan start vann ETNZ starten men Alinghi ledde vid de 2 första märkena. ETNZ smet dock förbi och vann racet. |
| 26 juni 2007 | Alinghi SUI-100                  | Emirates Team New Zealand NZL-92        | Emirates Team New Zealand | 1-2       | 0:25    |             | En väldigt lätt bris. Starten fick skjutas upp två gånger. Alinghi lyckades tvinga ETNZ till en dålig start men de bemästrade förhållandena bättre och ledde med 1:32 vid första märket. Avståndet minskade när ETNZ hade problem med att hala spinnakern. Alinghi ledde när sista benet började och båtarna låg mer än 1 km ifrån varandra i sidled. ETNZ lyckades med en gipp på slutet och kunde vinna racet.                                                                |
| 27 juni 2007 | Emirates Team New Zealand NZL-92 | Alinghi SUI-100                         | Alinghi                   | 2-2       | 0:30    |             | Svårbemästrad vind på 8-10 knop. Alinghi fick till en perfekt fullfartsstart och ledde med 20 sekunder vid första märket. ETNZ tog in en del men fick problem med spinnakern vid en gipp vilket gjorde att Alinghi drog ifrån igen, ETNZ fortsatte att attackera ända in mot mållinjen men fick se sig distanserade med 30 sekunder. |
| 29 juni 2007 | Alinghi SUI-100                  | Emirates Team New Zealand NZL-92        | Alinghi                   | 3-2       | 0:19    |             | Strålande 15 knops vind. ETNZ tvingade Alinghi förbi domarbåten och in i åskådarflottan. ETNZ ledde med 12 sekunder vid första märket. För tredje racet i rad hade ETNZ problem med spinnakern, en small reva uppstod som snart gjorde seglet obrukbart. En ny spinnaker sattes men hade inte fästs ordentligt och den vajade snart som en flagga från masttoppen. Den tredje spinnakern fungerade men då hade redan Alinghi seglat förbi och släppte inte ledningen ifrån sig. |
| 30 juni 2007 | Emirates Team New Zealand NZL-92 | Alinghi SUI-100                         | Alinghi                   | 2-4       | 0:28    |             | Efter lite kubbning innan start fick båda båtarna en bra start och ETNZ ledde vid de två första märkena. Alinghi lyckades dock ta ledningen vid 3:e märket och höll den in i mål. |
| 1 juni 2007  | Alinghi SUI-100                  | Emirates Team New Zealand NZL-92        | Racing uppskjutet         | 4-2       | NA      | NA          | Instabila vindar gjorde att racet sköts upp och seglades istället den 3 juli. |
| 3 juli 2007  | Alinghi SUI-100                  | Emirates Team New Zealand NZL-92        | Alinghi                   | 5-2       | 0:01    |             | Alinghis spinnakerbom lossnade från masten strax innan mål vilket resulterade i att de tappade all fart i avtagande vind och stod stilla. ETNZ seglade förbi men måste ta ett straff för en förseelse vi 3:e märket. Medan nyzeeländarna tog sitt straff genom en stagvändning över vindögat, en så kallad 360 graders gir, lyckades Alinghi få tillräckligt med fart och fick fören över mållinjen precis före ETNZ och vann därmed sin andra America's Cup.                   |

## Deltagande lag
| Lagnamn                            | Segelsällskap                      | Nationalitet | Externa länkar |
| ---------------------------------- | ---------------------------------- | ------------ | -------------- |
| Försvarare: Alinghi                | Société Nautique de Genève         | Schweiz      |                |
| Utmanare:                          |                                    |              |                |
| BMW Oracle Racing                  | Golden Gate Yacht Club             | USA          |                |
| +39 Challenge                      | Circolo Vela Gargnano              | Italien      |                |
| Team Shosholoza                    | Royal Cape Yacht Club              | Sydafrika    |                |
| Emirates Team New Zealand          | Royal New Zealand Yacht Squadron   | Nya Zeeland  |                |
| Luna Rossa Challenge               | Yacht Club Italiano                | Italien      |                |
| Areva Challenge                    | Cercle de la Voile de Paris        | Frankrike    |                |
| Victory Challenge                  | Gamla Stans Yacht Sällskap         | Sverige      |                |
| Desafío Español 2007               | Real Federación Española de Vela   | Spanien      |                |
| Mascalzone Latino - Capitalia Team | Reale Yacht Club Canottieri Savoia | Italien      |                |
| United Internet Team Germany       | Deutscher Challenger Yacht Club    | Tyskland     |                |
| China Team                         | Qingdao International Yacht Club   | Kina         |                |